# Spieleckkogel
De Spieleckkogel is een 1998 meter hoge berg in Oostenrijk, op de grens van de deelstaten Salzburg en Tirol. De berg heeft de meest westelijke skipistes aan de noordkant van het skigebied Saalbach-Hinterglemm. Ten behoeve van de skiërs zijn er een kabelbaan, een stoeltjeslift en een sleeplift om boven te komen vanuit het dal. In de zomer is de berg vanuit het Glemmtal te beklimmen.